# Бопује
Бопује (фр. Beaupouyet) насеље је и општина у југозападној Француској у региону Аквитанија, у департману Дордоња која припада префектури Периже.
По подацима из 2011. године у општини је живело 480 становника, а густина насељености је износила 21,21 становника/km². Општина се простире на површини од 22,63 km². Налази се на средњој надморској висини од 80 метара (максималној 139 m, а минималној 38 m).

## Демографија
| 1962. | 1968. | 1975. | 1982. | 1990. | 1999. | 2011. |
| ----- | ----- | ----- | ----- | ----- | ----- | ----- |
| 500   | 510   | 532   | 512   | 439   | 465   | 480   |

График промене броја становника у току последњих година